# ダイヤモンド (BUMP OF CHICKENの曲)
『ダイヤモンド』は、2000年9月20日にトイズファクトリーから発売された、BUMP OF CHICKENのメジャー1枚目、通算2枚目のシングル。

## 概要
- BUMP OF CHICKENのメジャーデビュー作品。タワーレコードでは初回プレス分の購入特典として鉛筆キャップがおまけとしてついてきた（全4種類）。
- ジャケットの文字は藤原が製図用インクを用い指で書いた。最初、ダイヤモンドそのものを描くよう指定されたが、見たことがないので描けないと気付いたらしい。また、歌詞カードの裏にロゴとメンバーの名前が書かれているが、升の名前だけ「H.Massu Hidewo（ヒデオ マッス ヒデウォ）」と書かれている。
- メジャーデビュー後に発売したシングルで、唯一累計売り上げが10万枚を下回っているが、次作「天体観測」のヒットなどの影響でオリコンチャートには47週チャートインを果たし、「supernova/カルマ」に次ぐ2番目のロングヒットとなった。

## 収録曲
- 全曲作詞・作曲：藤原基央　編曲：BUMP OF CHICKEN

1. ダイヤモンド (4:31)
「ラフ・メイカー」とどちらをメインにするか迷った末、メッセージ性の強いこちらを選んだ。
この曲は大きな声で歌いながらでないと作れなかったと藤原は語っており、その際に隣人から「うるさいよ！」と部屋の壁を叩かれる苦情が来たという。
2024年1月2日、3日に日本テレビ系列で放送された、『第100回東京箱根間往復大学駅伝競走』内で「ダイヤモンド」を使用したサッポロビール(株)のCMが放映された[1]。
2. ラフ・メイカー (3:39)
最後まで「ダイヤモンド」とどちらをメインにするか迷った曲。小説をそのまま出したかのような歌詞で、内容もとても面白く一時話題に。歌詞中の「俺」は藤原本人であり、「ラフ・メイカー」は藤原の心情ではないかという説がある。この楽曲に登場する「ラフ・メイカー」の正式名称は「グリーフウォーカー・ラフメイカー」で、『THE LIVING DEAD』に登場する「語り人」と同一人物ではないかとする説がある。

- 隠しトラックに「オゴマメ」（作詞・作曲:BUMP OF CHICKEN）が収録されている。「巨人ソドップの唄」とも呼ばれる。

## 収録アルバム
- 『jupiter』（#1）
- 『present from you』（#2）